# Vuelta a Asturias 1999
La Vuelta a Asturias 1999, quarantatreesima edizione della corsa, si svolse dall'11 al 16 maggio su un percorso di 984 km ripartiti in 6 tappe (la seconda suddivisa in due semitappe), con partenza a Gijón e arrivo a Oviedo. Fu vinta dallo spagnolo Juan Carlos Domínguez della Vitalicio Seguros-Grupo Generali davanti ai suoi connazionali Roberto Laiseka e  Fernando Escartín.

## Tappe
| Tappa  | Data      | Percorso                           | km   | Vincitore di tappa          | Leader cl. generale         |
| ------ | --------- | ---------------------------------- | ---- | --------------------------- | --------------------------- |
| 1ª     | 11 maggio | Gijón > Gijón                      | 163  | Álvaro González de Galdeano | Álvaro González de Galdeano |
| 2ª-1ª  | 12 maggio | Gijón > Llanes                     | 109  | Manuel Sanroma              | Álvaro González de Galdeano |
| 2ª-2ª  | 12 maggio | Nueva > Llanes (cron. individuale) | 17,3 | Abraham Olano               | Abraham Olano               |
| 3ª     | 13 maggio | Posada de Llanera > Avilés         | 179  | Manuel Sanroma              | Abraham Olano               |
| 4ª     | 14 maggio | Cafés Toscaf > Alto Naranco        | 157  | Fernando Escartín           | Ángel Casero                |
| 5ª     | 15 maggio | Oviedo > Santuario del Acebo       | 193  | Fernando Escartín           | Juan Carlos Domínguez       |
| 6ª     | 16 maggio | Cangas del Narcea > Oviedo         | 166  | Fabio Roscioli              | Juan Carlos Domínguez       |
| Totale | Totale    | Totale                             | 984  |                             |                             |

## Dettagli delle tappe

### 1ª tappa
- 11 maggio: Gijón > Gijón – 163 km

| Pos. | Corridore                   | Squadra           | Tempo    |
| ---- | --------------------------- | ----------------- | -------- |
| 1    | Álvaro González de Galdeano | Vitalicio Seguros | 3h45'25" |
| 2    | Txema Del Olmo Zendegi      | Euskaltel         | s.t.     |
| 3    | Cândido Barbosa             | Banesto           | a 5"     |

| Pos. | Corridore                   | Squadra           | Tempo    |
| ---- | --------------------------- | ----------------- | -------- |
| 1    | Álvaro González de Galdeano | Vitalicio Seguros | 3h45'25" |

### 2ª tappa - 1ª semitappa
- 12 maggio: Gijón > Llanes – 109 km

| Pos. | Corridore       | Squadra     | Tempo    |
| ---- | --------------- | ----------- | -------- |
| 1    | Manuel Sanroma  | Fuenlabrada | 2h13'38" |
| 2    | Gordon Fraser   | Mercury     | s.t.     |
| 3    | Cândido Barbosa | Banesto     | s.t.     |

| Pos. | Corridore                   | Squadra           | Tempo |
| ---- | --------------------------- | ----------------- | ----- |
| 1    | Álvaro González de Galdeano | Vitalicio Seguros |       |

### 2ª tappa - 2ª semitappa
- 12 maggio: Nueva > Llanes (cron. individuale) – 17,3 km

| Pos. | Corridore        | Squadra           | Tempo  |
| ---- | ---------------- | ----------------- | ------ |
| 1    | Abraham Olano    | ONCE              | 20'04" |
| 2    | Ángel Casero     | Vitalicio Seguros | a 7"   |
| 3    | Laurent Brochard | Festina-Lotus     | a 12"  |

| Pos. | Corridore     | Squadra | Tempo    |
| ---- | ------------- | ------- | -------- |
| 1    | Abraham Olano | ONCE    | 6h19'12" |

### 3ª tappa
- 13 maggio: Posada de Llanera > Avilés – 179 km

| Pos. | Corridore               | Squadra     | Tempo    |
| ---- | ----------------------- | ----------- | -------- |
| 1    | Manuel Sanroma          | Fuenlabrada | 4h15'59" |
| 2    | Cândido Barbosa         | Banesto     | s.t.     |
| 3    | Franky Van Haesebroucke | Collstrop   | s.t.     |

| Pos. | Corridore     | Squadra | Tempo     |
| ---- | ------------- | ------- | --------- |
| 1    | Abraham Olano | ONCE    | 10h35'11" |

### 4ª tappa
- 14 maggio: Cafés Toscaf > Alto Naranco – 157 km

| Pos. | Corridore             | Squadra           | Tempo    |
| ---- | --------------------- | ----------------- | -------- |
| 1    | Fernando Escartín     | Kelme             | 4h00'45" |
| 2    | Juan Carlos Domínguez | Vitalicio Seguros | s.t.     |
| 3    | Manuel Beltrán        | Banesto           | a 4"     |

| Pos. | Corridore    | Squadra           | Tempo     |
| ---- | ------------ | ----------------- | --------- |
| 1    | Ángel Casero | Vitalicio Seguros | 14h36'01" |

### 5ª tappa
- 15 maggio: Oviedo > Santuario del Acebo – 193 km

| Pos. | Corridore             | Squadra           | Tempo    |
| ---- | --------------------- | ----------------- | -------- |
| 1    | Fernando Escartín     | Kelme             | 5h14'16" |
| 2    | Manuel Beltrán        | Banesto           | s.t.     |
| 3    | Juan Carlos Domínguez | Vitalicio Seguros | s.t.     |

| Pos. | Corridore             | Squadra           | Tempo     |
| ---- | --------------------- | ----------------- | --------- |
| 1    | Juan Carlos Domínguez | Vitalicio Seguros | 19h50'28" |

### 6ª tappa
- 16 maggio: Cangas del Narcea > Oviedo – 166 km

| Pos. | Corridore       | Squadra           | Tempo    |
| ---- | --------------- | ----------------- | -------- |
| 1    | Fabio Roscioli  | Amica Chips       | 4h37'39" |
| 2    | Valerio Tebaldi | Mobilvetta Design | a 2'32"  |
| 3    | David Clinger   | Mercury           | a 5'17"  |

| Pos. | Corridore             | Squadra           | Tempo     |
| ---- | --------------------- | ----------------- | --------- |
| 1    | Juan Carlos Domínguez | Vitalicio Seguros | 24h33'24" |
| 2    | Roberto Laiseka       | Euskaltel         | a 58"     |
| 3    | Fernando Escartín     | Kelme             | a 59"     |

## Classifiche finali

### Classifica generale
| Pos. | Corridore                      | Squadra                          | Tempo     |
| ---- | ------------------------------ | -------------------------------- | --------- |
| 1    | Juan Carlos Domínguez          | Vitalicio Seguros-Grupo Generali | 24h33'24" |
| 2    | Roberto Laiseka                | Euskaltel-Euskadi                | a 58"     |
| 3    | Fernando Escartín              | Kelme                            | a 59"     |
| 4    | Manuel Beltrán                 | Banesto                          | a 1'06"   |
| 5    | Ángel Casero                   | Vitalicio Seguros-Grupo Generali | a 1'54"   |
| 6    | Ángel Vicioso                  | Kelme                            | a 2'47"   |
| 7    | Txema Del Olmo Zendegi         | Euskaltel-Euskadi                | a 2'57"   |
| 8    | Laurent Brochard               | Festina-Lotus                    | a 2'59"   |
| 9    | Joaquim Augusto Gomes Oliveira | LA Pecol- Calbrita               | a 3'30"   |
| 10   | Álvaro González de Galdeano    | Vitalicio Seguros-Grupo Generali | a 3'46"   |